# Les Bacchantes (film)
Pour les articles homonymes, voir Bacchante.
Pour plus de détails, voir Fiche technique et Distribution.
Les Bacchantes (Le baccanti) est un péplum franco-italien réalisé par Giorgio Ferroni et sorti en 1961. Il est librement inspiré des Bacchantes, la tragédie grecque d'Euripide produite en 405 av. J.-C.

## Synopsis
La déesse Minerve est dans une telle fureur contre la ville de Thèbes qu'elle en fait tarir tous les puits. Pour sauver ses sujets assoiffés, le roi Penthée décide de faire sacrifier Manto fille de Tirésias pour apaiser les dieux, mais cette dernière est sauvée par Dionysos...

## Fiche technique
Sauf indication contraire, les informations mentionnées dans cette section peuvent être confirmées par la base de données cinématographiques IMDb,  présente dans la section « Liens externes ».
- Titre français : Les Bacchantes[1]
- Titre original italien : Le baccanti[2],[3]
- Réalisation : Giorgio Ferroni
- Scénario : Giorgio Ferroni, Giorgio Stegani
- Photographie : Pier Ludovico Pavoni
- Montage : Giorgio Ferroni
- Musique : Mario Nascimbene
- Décors : Antonio Visone (it)
- Effets spéciaux : Franco Palombi
- Costumes : Nadia Vitali
- Production : Piero Ghione, Giampaolo Bigazzi, Albert Barsanti
- Société de production : Vic Film, Société cinématographique Lyre
- Pays de production :  Italie -  France
- Langue originale : italien
- Format : Couleur par Technicolor - 2,35:1 - Son mono - 35 mm
- Durée : 100 minutes (1 h 40)
- Genre : Péplum
- Dates de sortie :
  - Italie : 2 mars 1961
  - France : 11 février 1976

## Distribution
- Taina Elg : Dirce
- Pierre Brice : Dionysos
- Alessandra Panaro : Manto fille de Tirésias
- Alberto Lupo : Penthée
- Akim Tamiroff : Tirésias
- Raf Mattioli : Lacdamos
- Erno Crisa : Actéon
- Miranda Campa : Agavé
- Gérard Landry : Le berger
- Nerio Bernardi : Le grand prêtre
- Enzo Fiermonte : Policrate